# Aux cœurs des ténèbres : L'Apocalypse d'un metteur en scène
Pour plus de détails, voir Fiche technique et Distribution.
Aux cœurs des ténèbres : L'Apocalypse d'un metteur en scène (Hearts of Darkness: A Filmmaker's Apocalypse) est un documentaire sur la production du film de Francis Ford Coppola, Apocalypse Now (1979), coréalisé par Fax Bahr et George Hickenlooper et sorti en 1991.

## Synopsis
Le documentaire présente le célèbre réalisateur Francis Ford Coppola et son film Apocalypse Now (1979), qui, tourmenté par ce scénario extraordinaire, voit sa vie et sa carrière presque anéanties par les problèmes de tournage, de budget et de casting. C'est un document sur les événements sensationnels qui entourent l'élaboration d'Apocalypse Now et la lutte du réalisateur contre la nature, les gouvernements, les acteurs et le doute de soi. Certaines séquences sonores ont été enregistrées secrètement par Eleanor Coppola, son épouse.

## Fiche technique
- Titre original : Hearts of Darkness: A Filmmaker's Apocalypse
- Titre : Aux cœurs des ténèbres : L'Apocalypse d'un metteur en scène
- Réalisation : Fax Bahr, George Hickenlooper
- Scénario : Fax Bahr, George Hickenlooper
- Durée  : 96 minutes
- Année de sortie : 1991

## Distribution
- Francis Ford Coppola (comme Francis Coppola)
- Eleanor Coppola
- Orson Welles (d'après une adaptation radiophonique de 1938 du roman de Joseph Conrad)
- John Milius
- George Lucas
- Tom Sternberg (de)
- Sam Bottoms
- Albert Hall
- Frederic Forrest (comme Fred Forrest)
- Laurence Fishburne (comme Larry Fishburne)
- Gia Coppola (comme Gia)
- Roman Coppola (comme Roman)
- Sofia Coppola (comme Sofia)
- Dean Tavoularis
- Fred Roos
- Martin Sheen
- Vittorio Storaro
- Robert Duvall
- Rona Barrett (en) (images d'archives)
- Tom Snyder (en) (images d'archives)
- Monty Co
- Doug Claybourne
- Dennis Hopper
- Marlon Brando